# Каура (річка)
Каура (ісп. Río Caura) — річка у Південній Америці, у південно-східній Венесуелі (штат Болівар) — права притока річки Ориноко. Належить до водного басейну Атлантичного океану.

## Географія
Річка бере свій початок на території національному парку «Жауйя-Сарісарінаман», у східній околиці гори Сьєра-Жауйя, у гірському ланцюгу Паріма (Гвіанське нагір'я), у південно-східній частині Венесуели, за кілька десятків кілометрів на північ від кордону із Бразилією. Тече у північному напрямку, впадає у річку Ориноко, із правого берега, за 25 км на південний захід від міста Мапіре (штат Ансоатегі). Територія басейну Каури малозаселена.
Річка Каура має довжину 723 км. Площа басейну становить близько 52 000 км². Середньорічна витрата води у гирлі становить 3000—3500 м³/с. Живлення переважно дощове.
Річка судноплавна від гирла до водоспаду Пара (6°18′38″ пн. ш. 64°31′25″ зх. д. / 6.31056° пн. ш. 64.52361° зх. д., висота 60—64 м), на відрізку у 257 км.

## Притоки
Річка Каура на своєму шляху приймає воду багатьох приток, найбільші із них (від витоку до гирла):
- Мато
- Еребато (ліва, 300 км)
- Мереварі